# Hermann Julius Pinder
Julius Hemann Pinder (ur. 1805 w Naumburg (Saale), zm. 1876 w Jarząbkowicach pod Pszczyną) – pruski prawnik, nadburmistrz Wrocławia w latach 1843–1848.

## Życiorys
Urodził się w 1805 r. w Naumburg (Saale). Wykształcenie prawnicze zdobył na studiach w Lipsku i Berlinie. W 1832 r. zdał egzamin państwowy uprawniający go do wykonywania tego zawodu. Przechodził następnie rozmaite szczeble kariery urzędniczej, m.in. w latach 30. XIX w. pracował w Królewcu. Tutaj zakończył swoją działalność na stanowisku radcy rejencji.
Należał do ludzi o poglądach liberalnych, z tego też względu wrocławskie elity zachęciły go do objęcia urzędu nadburmistrza
w stolicy Dolnego Śląska w 1843 r. Starał się łagodzić napięcia społeczne, czego wyrazem była inicjatywa powołania do życia w 1845 r. Resursy Obywatelskiej, organizacji grupującej wszystkich mieszczan.
W 1848 roku otrzymał awans na stanowisko prezydenta Prowincji Śląskiej, rezygnując z funkcji nadburmistrza Wrocławia. Sprawował ją przez niespełna rok. W okresie Wiosny Ludów w Niemczech powołano organy przedstawicielskie: Frankfurckie Zgromadzenie Narodowe oraz parlament pruski. Pinder zainteresowany działalnością polityczną brał udział jako poseł w pracach zarówno tzw. Parlamentu Frankfurckiego (1848-1849), jak i parlamentu pruskiego (1858-1861). W tym czasie mieszkał już w Jarząbkowicach, swoim majątku pod Pszczyną, dokąd się przeprowadził. Po jego śmierci w 1883 r., dobra będące jego własnością sprzedano. Na życzenie nabywcy jego grób przeniesiono do Pszczyny.